# Keizerrijk Vietnam
Het Keizerrijk Vietnam was een land in het zuidoosten van Azië dat kort bestond van 11 maart tot 23 augustus 1945 en een marionettenstaat van het Japanse Keizerrijk was.

## Geschiedenis
Tijdens de Tweede Wereldoorlog verloor Vichy-Frankrijk de controle over Indochina aan de Japanners. Japan bleef echter op de achtergrond en liet Vichy-Frankrijk nog in naam regeren tot 9 maart 1945 toen ze de controle overnamen. Keizer Bảo Đại verklaarde de aangegane overeenkomst met Frankrijk door het Verdrag van Hué van 1884 als een ongelijk verdrag en daardoor ongeldig.